# Olga Sergejewna Rjabinkina
Olga Sergejewna Rjabinkina (russisch Ольга Сергеевна Рябинкина, engl. Transkription Olga Ryabinkina; * 24. September 1976 in Brjansk) ist eine russische Leichtathletin.
Bei den Weltmeisterschaften 2005 in Helsinki errang sie zunächst die Silbermedaille im Kugelstoßen. Im April 2014 wurde sie nachträglich zur Weltmeisterin erklärt, nachdem der ursprünglichen Siegerin Nadseja Astaptschuk wegen Dopings der Titel aberkannt wurde.

## Erfolge
- 2000: 10. Platz Olympische Spiele in Sydney (Kugelstoßen: 17,85 m)
- 2003: Teilnahme Weltmeisterschaften in Paris/Saint-Denis (Kugelstoßen: 17,74 m – In der Qualifikation ausgeschieden)
- 2004: Europacup-Siegerin (Kugelstoßen: 18,92 Meter), Teilnahme Olympische Spiele in Athen (Kugelstoßen: 18,00 m – In der Qualifikation ausgeschieden)
- 2005: 3. Platz Halleneuropameisterschaften (Kugelstoßen: 18,83 m), Europacup-Siegerin (Kugelstoßen: 19,65 m), 1. Platz Weltmeisterschaften in Helsinki (Kugelstoßen: 19,64 m), 4. Platz Leichtathletik-Weltfinale (Kugelstoßen: 18,64 m)

## Persönliche Bestleistungen
- Kugelstoßen: 19,65 m, 19. Juni 2005, Florenz
- Diskuswurf: 61,66 m, 16. Mai 1998, Brjansk

## Leistungsentwicklung
| Jahr | Kugelstoßen (in m) |
| ---- | ------------------ |
| 1999 | 17,99              |
| 2000 | 19,20              |
| 2001 | 17,85              |
| 2002 | 19,20              |
| 2003 | 19,07              |
| 2004 | 19,12              |
| 2005 | 19,65              |
| 2006 | 18,56              |